# Said Mortaji
Said Mortaji est un boxeur marocain né le 8 février 1997.

## Carrière
Said Mortaji remporte la médaille d'argent dans la catégorie des moins de 52 kg aux Jeux méditerranéens de 2022 à Oran. Il est également médaillé d'argent dans la catégorie des moins de 51 kg aux championnats d'Afrique de boxe amateur 2022 à Maputo.
Il remporte la médaille d'or dans la catégorie des moins de 51 kg aux championnats d'Afrique de boxe amateur 2023 à Yaoundé.
Il est médaillé de bronze dans cette catégorie aux Jeux panarabes de 2023 à Alger.